# Schwenningen, Bayern
Schwenningen är en kommun och ort i Landkreis Dillingen an der Donau i Regierungsbezirk Schwaben i förbundslandet Bayern i Tyskland.
Kommunen ingår i kommunalförbundet Höchstädt an der Donau tillsammans med staden Höchstädt an der Donau och kommunerna Blindheim, Finningen och Lutzingen.